# Jan Tijmens Linthorst Homan
Jan Tijmens Linthorst Homan (Assen, 2 oktober 1873 - Havelte, huize Overcinge, 27 mei 1932) was een Nederlands jurist en bestuurder.

## Familie
Mr. Linthorst Homan werd geboren in Assen als zoon van Johannes L. Homan en Ida Elisabeth Catharina Kymmell. Bij Koninklijk Besluit (22 april 1899, nr 28) werd de familienaam Homan voor hem en zijn vader gewijzigd in Linthorst Homan. Jan Tijmen trouwde in 1902 Jeanette Madalaine Staal (1874-1952), telg uit het geslacht Staal en dochter van de Minister van Oorlog Henri Staal. Uit dit huwelijk werden onder anderen Hans Linthorst Homan en Harry Linthorst Homan geboren, die beiden ook Commissaris van de Koningin werden.

## Levensloop
Linthorst Homan studeerde rechten aan de Rijksuniversiteit Groningen en vestigde zich in 1897 als advocaat en procureur in zijn geboorteplaats. Hij werd lid van de gemeenteraad en was 1904-1917 lid van de Provinciale Staten.
Zijn verdere leven zou voor een belangrijk deel in het teken staan van de landbouw. In 1909 werd hij, bij de oprichting van de Drentsche Landbouw-Onderlinge, voorzitter van die vereniging. Tegelijkertijd werd hij aangewezen om zitting te nemen in het College van Commissarissen van de Centrale Landbouw-Onderlinge. Door deze organisatie werd hij als vertegenwoordiger benoemd in het Koninklijk Nederlandsch Landbouw Comité (KNLC), waarvan hij in 1913 tot voorzitter werd benoemd.
Vooral vanwege deze functie speelde hij tijdens de kort daarop uitbrekende wereldoorlog een belangrijke rol bij vele crisismaatregelen. Door de oorlog en de sterke afname van het internationale handelsverkeer kreeg de voedselvoorziening een ongewoon grote betekenis en Linthorst Homan speelde daarin nationaal een toonaangevende rol. Hij werd op 10 augustus 1914 tot lid van het uitvoerend comité van het Koninklijk Nationaal Steuncomité gekozen. Op 5 januari 1915 werd hij voorzitter van de Sub-Commissie voor de Voeding van Mensch en Dier (CVMD). Hoewel bedoeld als adviesorgaan ontwikkelde deze commissie zich onder de leiding van Linthorst Homan tot een belangrijk orgaan voor de uitvoering van het uitvoervergunningensysteem.
Als voorzitter van de CVMD werd Linthorst Homan ook lid van het bestuur van de zeer machtige Nederlandsche Overzee Trust Maatschappij (NOT). Deze organisatie bevorderde de invoer van overzee (van onder andere kunstmest dat hoog nodig was voor de landbouwproductie) door de geallieerden het binnenlandse verbruik van de ingevoerde goederen te garanderen. De NOT, de CVMD en de betrokken ministeries trachten een verbinding te leggen tussen de in- en uitvoer naar Duitsland. Hiertoe werd in 1915 de Commissie voor het Handelsverkeer met het Buitenland opgericht en Linthorst Homan werd het uitvoerende lid.
Na Britse protesten tegen de omvang van de Nederlandse uitvoer naar Duitsland onderhandelde Linthorst Homan persoonlijk met een Engelse delegatie. Er kwam in juni 1916 een 'basis of agreement' tot stand, waarbij de uitvoer evenrediger over de oorlogvoerenden werd verdeeld. Voor de uitvoering van de overeenkomst richtte Linthorst Homan het Landbouw Export Bureau (LEB) op, waarvan hij voorzitter werd. (Het daaruit voortkomende LEB-fonds bestaat nog steeds en is verbonden aan Wageningen University.)
In 1917 volgde hij zijn vader op als commissaris van de Koningin in Drenthe. Hij zorgde in deze periode onder andere voor de vestiging van de VAM in Wijster. Daarnaast ondernam hij initiatieven op het gebied van de waterhuishouding. Het Linthorst Homankanaal tussen Beilen en Noordscheschut herinnert daaraan. In 1923 nam hij het initiatief tot de oprichting van het latere Opbouw Drenthe. Deze vereniging verzekerde zich van de medewerking van alle organisaties voor sociaal werk. Buurthuizen en schoolartsen zijn aan deze instelling te danken, terwijl de vereniging zich ook op economisch gebied ontplooide.
Om de werkloosheid te bestrijden en het landbouwareaal te vergroten werd de heide-ontginning gestimuleerd. Linthorst Homan nam het initiatief tot de oprichting van de Ontginningsmaatschappij 'Het Lantschap Drenthe'. Voor de verbetering van de nieuwe cultuurgrond was bemesting nodig. Het was aan Linthorst Homan, als lid van het College van Commissarissen van de VAM, te danken dat de maatschappij zich in Wijster vestigde, zodat voldoende compost geproduceerd kon worden; in die tijd een schaars artikel.
In 1931 nam hij om gezondheidsreden ontslag als Commissaris. Hij was 1917-1932 ook curator van de Groninger Universiteit en hij was voorzitter van het College van Regenten van de Rijkswerkinrichting te Veenhuizen. Hij trok zich terug op het familiebezit, huize Overcinge, in Havelte en is hier overleden.

## Onderscheidingen
- Ridder in de Orde van de Nederlandse Leeuw 30 augustus 1921
- Grootofficier in de Orde van Oranje-Nassau 26 oktober 1931
- Commandeur in de Huisorde van Oranje.
- Commandeur in de Orde van Agrarische Verdienste (Frankrijk)
- Kruis van Verdienste van het Oostenrijks Rode Kruis, 1914